# Valobran
Valobran je zid ali nasip, ki varuje pristanišče ali obalo pred vplivi valovanja morja.
Valobran varuje obalo pred abrazijo in je običajno narejen iz nasutih skal in/ali betona, ter prečno postavljen na obalno črto.